# Djoumoichongo
Ne doit pas être confondu avec Djoumouachongo, commune de la préfecture d'Itsandra-Hamanvou.
Djoumouachongo, Djoumoichongo ou Djoumoichongo-Nyoumbadjou est un village de l'union des Comores, situé au sud-ouest de l'île de Grande Comore. Il fait partie de la commune de Tsinimoipangua, dans la préfecture de Hambou. En 2012, sa population est estimée à 2 478 habitants.
On peut y trouver le  complexe éco-touristique de Nyoumbadjou.